# 断片集 (アリストテレス)
『断片集』（だんぺんしゅう、羅: fragmenta、英: fragments）とは、文字通り、散逸しているアリストテレスの各種の著作（あるいはそれらについての他者による言及・引用）の断片を集めた書物。

## 歴史
歴史の過程で散逸したアリストテレス著作（あるいはそれらについての他者による言及・引用）の断片を収集・研究・復元する活動は、19世紀後半以降活発になった。
その第一人者がドイツの古典文献学者ヴァレンティン・ローゼ（Valentin Rose）であり、1863年に初めての断片集である『Aristoteles Pseudepigraphus』（R1）が出版され、1870年には彼の『Aristotelis qui ferebantur librorum fragmenta』（R2）が、ベッカー版「アリストテレス全集」第5巻に収録された。更に、その改訂版（R3）は1886年に出版された。
1934年にはリヒャルト・ワルツァー校訂の『Aristotelis Dialogorum Fragmenta』（W）が出版された。
1955年にはオクスフォード古典叢書（OCT）で、上記3書（「R2」「R3」「W」）を参照したウィリアム・デイヴィッド・ロス校訂の断片集『Fragmenta Selecta』が出版された。
こうして今日の「アリストテレス全集」の多くには、「断片集」も付け加えられるようになり、現在も研究と刊行の進展は続いている。

## 一覧
- 『アテナイ人の国制』
- 『グリュロス、あるいは弁論術について』
- 『エウデモス、あるいは魂について』
- 『恋愛論』
- 『哲学のすすめ（プロトレプティコス）』

ほか。

## 日本語訳
- 『アリストテレス全集17』「断片集」 岩波書店、 1972年（松本厚・宮内璋訳）
- 『新版 アリストテレス全集19』「著作断片集1」 岩波書店、 2014年（國方栄二訳）
- 『新版 アリストテレス全集20』「著作断片集2」 岩波書店、 2014年（國方栄二訳）